# 環 (天体)
環（わ）とは、天体を周回する塵や小衛星などの固体物質で構成されている、巨大惑星の周囲の衛星系の一般的な構成要素である。
太陽系で最も有名な惑星の環は土星の周囲に存在する環であるが、他の3つの巨大惑星（木星、天王星、海王星）にも環が存在する。最近の証拠は、小惑星、衛星、褐色矮星、さらには惑星間空間を含む、他の種類の天体の周囲にも環が存在する可能性があることを示唆している。

## 惑星の環

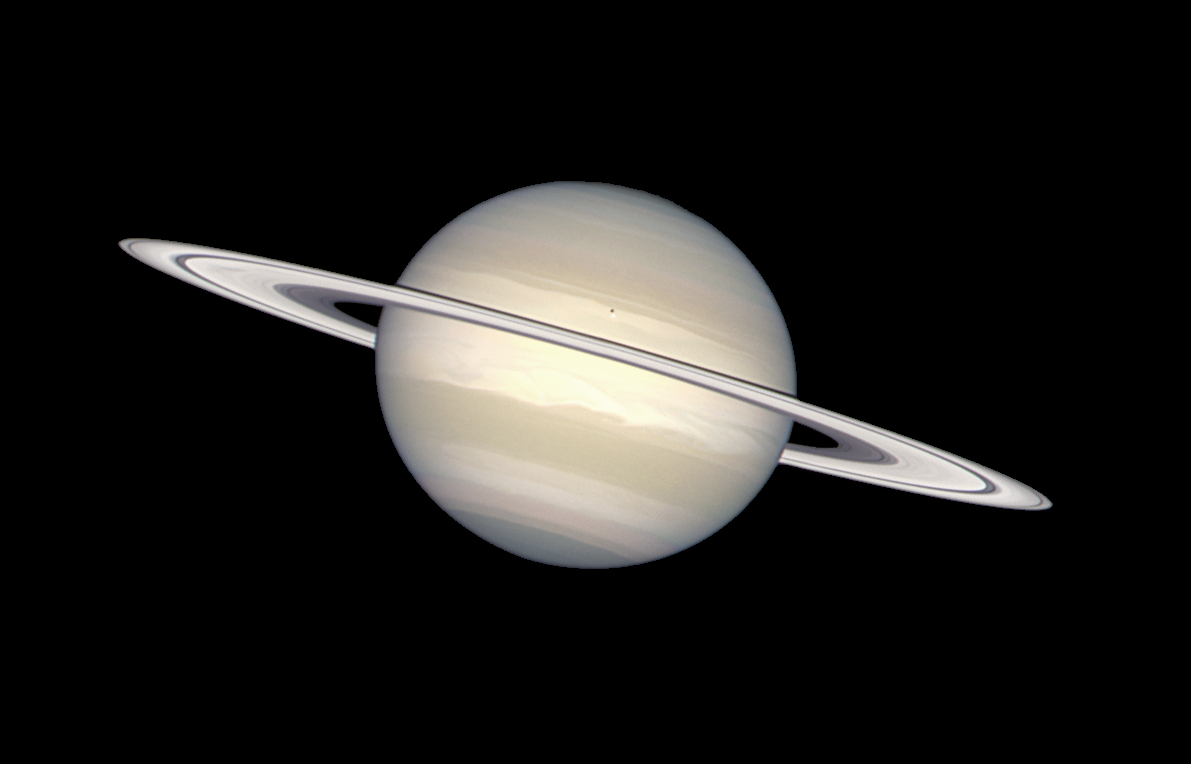
土星の周囲に存在する環は、氷と塵の塊で構成されている。土星の上の小さな黒い点は、土星の衛星エンケラドゥスの影である。

環が形成される理由として3つの方法が考えられている。それらは惑星のロッシュ限界内にあり、合体して衛星を形成できなかった原始惑星系円盤の物質から形成される方法、他の衛星によって破壊された衛星の破片から形成される方法、そして大きな衝突、または惑星のロッシュ限界内を通過したときに潮汐力の応力によって破壊された衛星の破片から形成される方法である。ほとんどの環は不安定で、数千万年から数億年かけて消失すると考えられていたが、土星の輪はかなり古く、太陽系の初期にさかのぼる可能性があるようである。
より暗い惑星環は、惑星の周囲を公転する衛星との隕石の衝突の結果として、または土星のE環の場合は、氷火山物質の噴出物として形成される可能性がある。
環の粒子の組成は様々で、ケイ酸塩かもしくは氷を含む塵であると考えられる。また、もっと大きな岩石や巨石が存在する可能性もあり、2007年には、土星の環の中で直径数百メートルの8つのムーンレット（小衛星）からの潮汐効果が検出された。環の粒子の最大サイズは、それを構成する材料の強度、密度、およびその高度での潮汐力によって決まる。潮汐力は、環の半径内の平均密度、または惑星の質量を環の半径の3乗で割った値に比例する。また、環の公転周期の2乗に反比例する。
環には羊飼い衛星（shepherd moon）と呼ばれる小さな衛星が環の外縁や空隙の中に存在する場合がある。羊飼い衛星の重力は環の縁をくっきりと保つ役割を果たす。羊飼い衛星の軌道に近づく物質は環の本体に弾き返されるか、あるいは系から放り出されたり、衛星自身に降着したりする。
地球に関しては、約4億6600万年前にあたる古生代オルドビス紀に地球の環が存在した可能性が指摘されている。また、火星の衛星であるフォボスは、約5000万年後に破壊され、環を形成すると予測されている。その低軌道は、火星の自転周期よりも短い公転周期を持ち、潮汐減速により崩壊するとされる。

### 木星
木星の環は、1979年にボイジャー1号によって最初に観測されたときに3番目に発見され、1990年代にガリレオのオービターによってより詳細に観測された。木星の環は「ハロ環」として知られる厚いトーラス、薄くて比較的明るい「主環」、2つの希薄な「ゴサマー環」の4つの主要な環からなり、これらは主に塵で構成されている。

### 土星

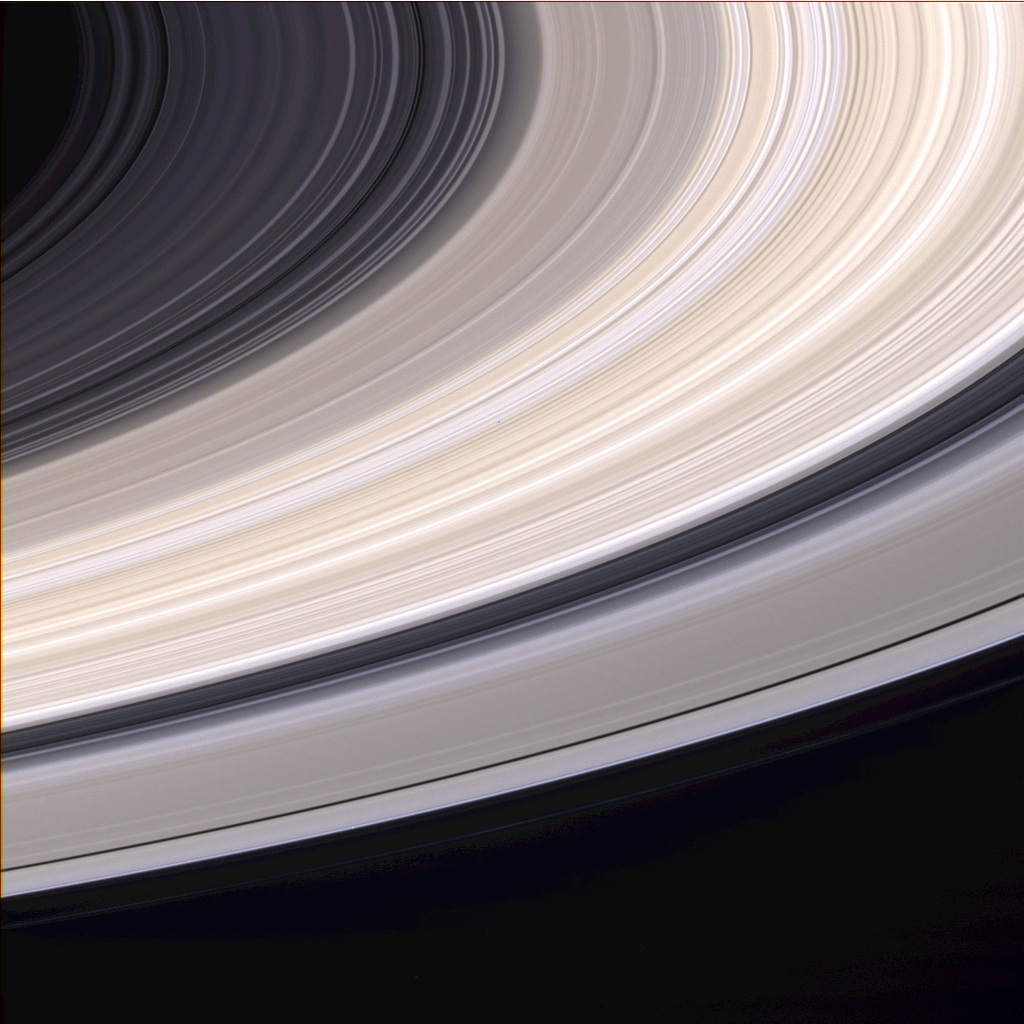
2004年にカッシーニが撮影した土星の環

土星の環は、太陽系の惑星の中で最も巨大な環であるため、かなり以前から存在が知られていた。ガリレオ・ガリレイは1610年に最初に土星の環を観測したが、1655年にクリスティアーン・ホイヘンスが観測するまでそれらは土星の周囲の円盤として正確に記述されていなかった。それらは大部分が水の氷と微量の岩石で構成されており、粒子のサイズはマイクロメートル単位のものからメートル単位のものまでさまざまである。

### 天王星
天王星の環は、土星の広大で複雑なものと、木星と海王星のより単純なものの中間にある。1977年にジェームズ・L・エリオット、Edward W. Dunham、Jessica Minkによって発見された。それから2005年までの間に、ボイジャー2号とハッブル宇宙望遠鏡による観測で、合計13個の環が発見された。そのほとんどは不透明で、幅が数キロメートルしかない。それらは暗く、水の氷と放射線によって生成された有機化合物で構成されている可能性がある。塵が比較的少ないのは、天王星の拡張された外気圏-コロナからの空力抵抗によるものである。

### 海王星
海王星の環は5つの主要な環で構成されており、最も密集した状態では、土星の環の低密度領域に匹敵する。しかし、それらは薄く塵が多いため、木星の環にはるかに似ている。環を構成する非常に暗い物質は、天王星の環のように、放射線によって生成された有機化合物である可能性がある。環の20%～70%は塵で、これは比較的高い割合である。環は、1989年にボイジャー2号によって決定的に発見されるまで、何十年も前から観測されていた。

## 準惑星・小惑星・衛星の環
2008年の報告では、土星の衛星レアには土星の環とは別の薄い環が存在する可能性が示唆されており、環を持つことが知られている唯一の衛星である。しかし、2010年に発表されたその後の研究では、カッシーニによるレアの観測で環の予測された特性と一致していないことが明らかになり、環の仮説につながった磁気効果の原因は他のメカニズムにあることが示唆された。
一部の天文学者は、冥王星が環を持っている可能性があると理論付けていた。しかし、この可能性は、存在していればそのような環を検出したであろうニュー・ホライズンズによって除外されている。

### カリクロー
ケンタウルス族に分類されているカリクローは、環を持つことが発見された最初の小惑星であった。2つの環が存在し、これらはおそらく衝突が原因と思われる。天文学者が2013年6月3日に南アメリカの7つの観測所から恒星UCAC4 248-108672の前を通過するカリクローを観測したときに環が発見された。観測中、食の直前と直後の恒星の明るさに2つのくぼみを発見した。このイベントは複数の場所で観測されたため、明るさの低下は実際には環によるものであるという結論が満場一致で有力な仮説である。観測により、幅19キロメートル (12 mi)の環である可能性が高いことが明らかになった。さらに、天文学者は、破片で形成された環の中に衛星が存在している可能性があると考えている。天文学者が推測するように、この環が衝突によって形成されたものである場合、これは衛星がより小さな天体の衝突によって形成されたという考えの可能性が高まる。カリクローの環は正式に命名されていないが、発見者は、ブラジルの北端と南端近くを流れる2つの川にちなんで、OiapoqueとChuíというあだ名を付けた。

### キロン
ケンタウルス族に分類されているキロンが2つの環を持っている可能性を指摘されているが、2023年2月現在、まだ確定はしていない。キロンの彗星のような活動に関連するジェットの結果として最初に解釈された恒星掩蔽データに基づいて、もし環を持つならば半径324（± 10）kmであると予測されている。異なる視野角でのそれらの変化する外観は、時間の経過に伴うキロンの明るさの長期的な変化を説明することができる。
環は、ケンタウルス族の小惑星が巨大な惑星との接近遭遇（ロッシュ限界の0.4～0.8倍以内）で潮汐が乱されると、周囲に形成される可能性がある（定義上、ケンタウルス族はその軌道が1つまたは複数の巨大惑星の軌道と交差する小惑星である）。巨大惑星に3～6 km/sの初期相対速度で接近する分化天体の場合、初期自転周期が8時間、ケンタウルス族の質量の0.1%～10%の環の形成が予測される。未分化天体からの環の形成はあまりない。環は、母天体の氷のマントルからの物質で大部分または完全に構成される。形成後、環は横方向に広がり、ケンタウルス族のロッシュ限界を超えて広がった部分から衛星が形成される。分裂した氷のマントルから衛星が直接形成される可能性もある。この形成メカニズムは、ケンタウルス族のおよそ10%が巨大惑星との潜在的な環の形成につながる接近を経験することを予測している。

### ハウメア
2017年1月21日に観測された星食によって、準惑星で共鳴外縁天体であるハウメアの周囲の環が発見された。環の半径は約2287 km、幅は約70 km、不透明度は0.5である。環の面は、ハウメアの赤道と、外側の衛星ヒイアカ（約25657 kmの軌道長半径を持つ）の軌道と一致する。環はハウメアの自転と3:1の共鳴に近く、半径2285 ± 8 kmに位置している。これはハウメアのロッシュ限界内にあり、ハウメアが球体である場合、ロッシュ限界の半径は約4400 kmになる（非球体であると、限界がさらに押し出される）。

### クワオアー
2023年、準惑星候補のエッジワース・カイパーベルト天体であるクワオアーが大きく離れた環を持つことが発見された。環はクワオアーの半径の7倍以上の距離にあり、これは以前から知られていたクワオアーにおける理論上のロッシュ限界の最大値の2倍以上である。

## 太陽系外惑星の環

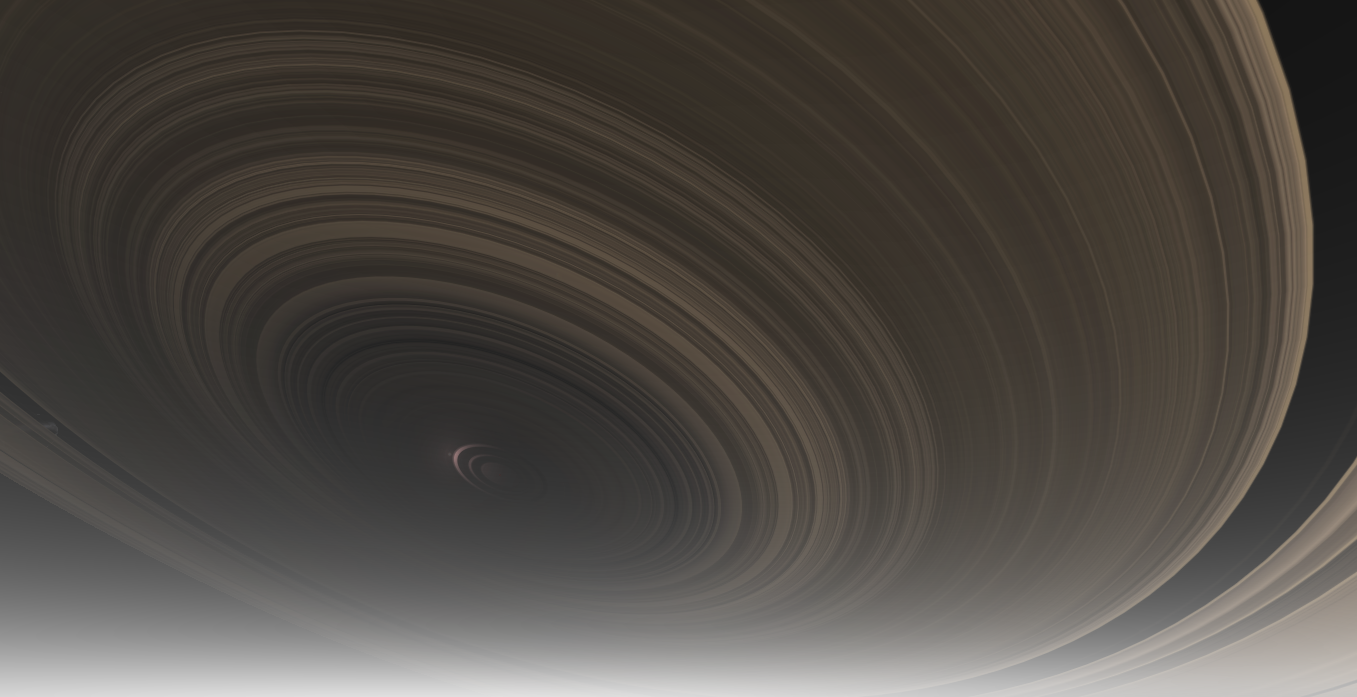
衛星から見たJ1407bの想像図

太陽系のすべての巨大惑星には環があるため、環を持つ太陽系外惑星の存在は一般的であると予測されている。土星の環で優勢な物質である氷の粒子は、雪線を超えた惑星の周囲にしか存在できないが、雪線内では、岩石物質で構成される環は長期的に安定することができる。このような環は、トランジット法で観測された惑星で、その不透明度が十分であれば、中心星の光をさらに減らすことで検出できる。2020年現在、太陽系外惑星の環の候補がこの方法でHIP 41378 f付近に1つ見つかっている。
2008年に検出されたとき、フォーマルハウトbは大きく、縁の定義が不明確であることが判明した。これは、星周円盤から引き付けられた塵の雲、または環の可能性によるものであると仮定されたが、2020年にフォーマルハウトb自体が惑星ではなく、小惑星の衝突による拡大する破片の雲である可能性が非常に高いと判断された。同様に、プロキシマ・ケンタウリcは、7地球質量の低い質量に対して予想よりもはるかに明るいことが観測されており、約5木星半径の大きさを持つ環に起因する可能性がある。
2007年に56日間にわたって観測された恒星1SWASP J140747.93-394542.6の一連の掩蔽は、1SWASP J140747.93-394542.6 b（J1407b）と名付けられた（直接観測されていない）亜恒星天体の環のトランジットとして解釈された。この環の半径は約9000万 km（土星の環の約200倍）とされている。プレスリリースでは、「スーパーサターン」という用語が使用された。しかし、この恒星系の年齢はわずか約1600万年であり、この構造が実際にあるとすれば、進化した惑星系の安定した環ではなく、周惑星円盤である可能性が高いことを示唆している。環は、0.4天文単位の半径距離で0.0267天文単位の幅の隙間を持つことが観測された。シミュレーションによると、この隙間は、外部の衛星の共鳴効果よりも環の中に存在する衛星の結果である可能性が高いことが示唆されている。

## 4つの惑星の環の比較

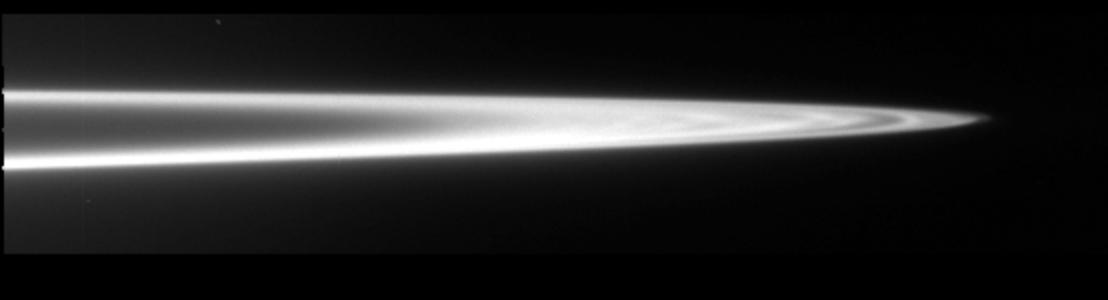
ガリレオ探査機による木星の主環

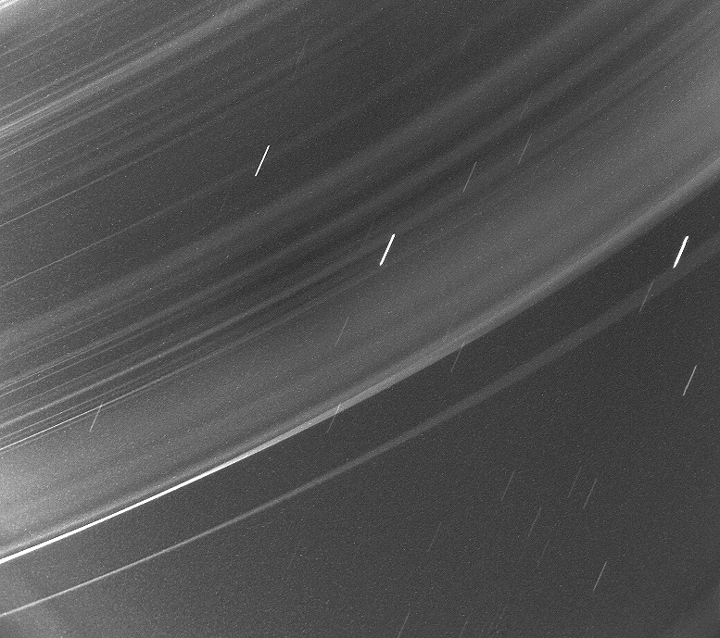
ボイジャー2号による天王星の環

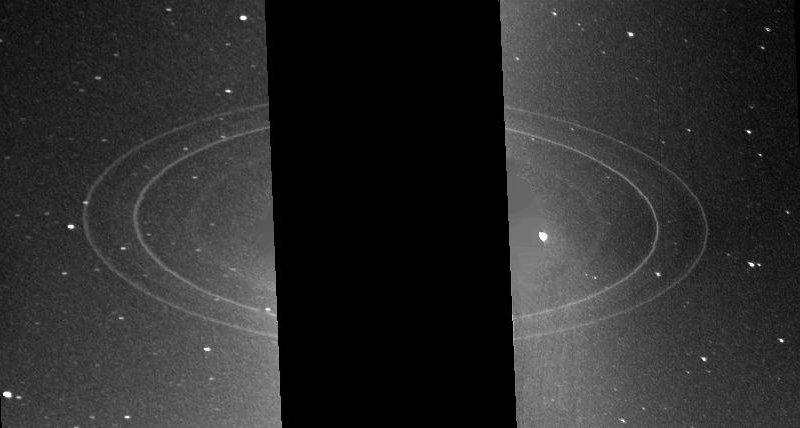
ボイジャー2号による海王星の環